# Kreuzgang von Mas del Vent

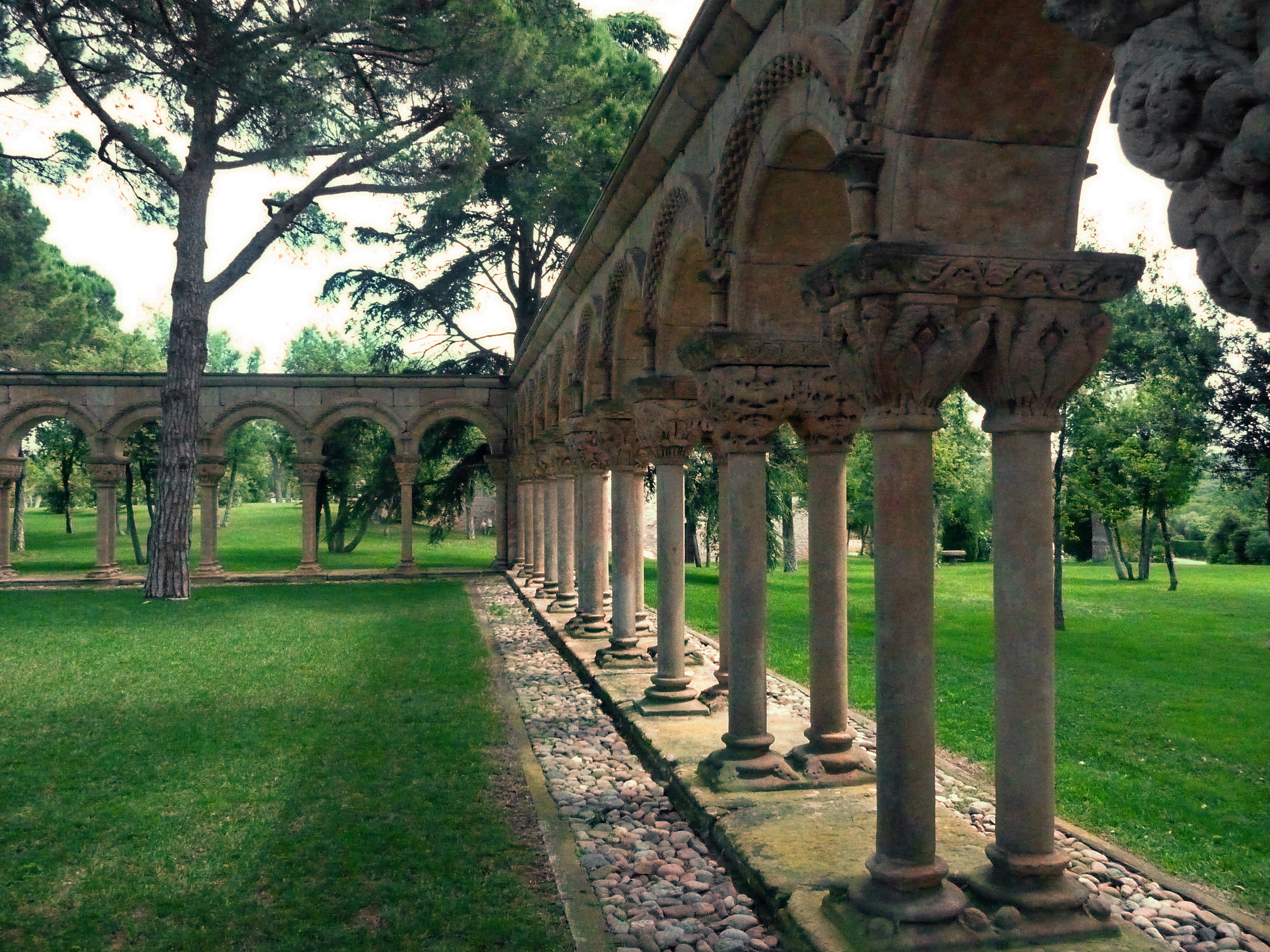
Der Kreuzgang von Mas del Vent

Der Kreuzgang von Mas del Vent (spanisch Claustro de Mas del Vent) in Palamós, einer spanischen Stadt in Katalonien, ist ein rekonstruiertes Kreuzgangsensemble in einer privaten Parkanlage.

## Geschichte
Der Kreuzgang war zunächst um 1930 im Ciudad Lineal in Madrid aufgestellt. Die genauen Hintergründe der Konstruktion sind nicht geklärt. Nach dem Spanischen Bürgerkrieg wurde die Anlage 1958 verkauft, nach Palamós verlegt und wieder zusammengesetzt. Von den ursprünglich in Madrid vorhandenen vier Galerien sind nur noch zwei in ihrer gesamten Höhe erhalten und die anderen beiden zerlegt und in schlechtem Zustand. Das Ensemble besteht insgesamt aus 44 Kapitellen und erinnert an die Kreuzgänge des Klosters San Juan de la Peña sowie der Abtei Abtei Santo Domingo de Silos.
Kunsthistorische Untersuchungen nach dem Jahr 2010 haben zu dem Schluss geführt, dass es sich bei dem Kreuzgang um kein transloziertes Bauwerk wie beim Kreuzgang von Bonnefont oder um die Kreuzgänge im Museum The Cloisters handelt, sondern dass das Ensemble eine moderne Rekonstruktion wie der Kreuzgang French Cloisters auf den Bahamas darstellt, die im Fall von Palamós im Wesentlichen neoromanische Elemente enthält. Einzelne romanische Teile wurden jedoch als mittelalterlichen Ursprungs unklarer Herkunft identifiziert. Diskutiert wird die Herkunft einzelner Kapitelle aus den abgegangenen Kreuzgängen der Alten Kathedrale von Salamanca oder des Klosters San Pedro de Arlanza.